# Stuart Broad
Stuart Christopher John Broad, CBE (* 24. Juni 1986 in Nottingham, Vereinigtes Königreich) ist ein englischer Cricketspieler, der zwischen 2007 und 2023 für die englische Nationalmannschaft spielte.

## Kindheit und Ausbildung
Broads Vater Chris Broad war selbst Test-Cricketspieler für das englische Team und später dann internationaler Umpire. Er war Teil des englischen U19-Teams.

## Aktive Karriere

### Anfänge in der Nationalmannschaft
Im Sommer 2005 gab er sein First-Class-Debüt für Leicestershire, bevor er
im Februar 2006 für die A-Nationalmannschaft des englischen Teams bei der Tour in Indien nominiert wurde. Sein Debüt in der Nationalmannschaft folgte dann bei der Tour gegen Pakistan im August 2006. Dort absolvierte er sein erstes Twenty20 und ODI. Im dritten ODI der Serie gelangen ihm 3 Wickets für 57 Runs. Daraufhin wurde er vom Cricket Writers’ Club als junger Spieler des Jahres ausgezeichnet. Er fand dann keine Aufnahme in das Team für die Ashes im folgenden Winter und auch für den Cricket World Cup 2007 blieb er unberücksichtigt. Es sollte ein Jahr dauern, bis er wieder im Team stand. Gegen die West Indies gelangen ihm dort 3 Wickets für 20 Runs im zweiten ODI. Daraufhin wurde er für die ICC World Twenty20 2007 nominiert und konnte dort mit 3 Wickets für 37 Runs gegen den Gastgeber Südafrika in der Super-8-Runde, die jedoch nicht zum Sieg ausreichten. Das englische Team schied dann in der Runde sieglos aus. Nachdem er in der folgenden ODI-Serie gegen Indien 4 Wickets für 51 Runs erzielte und als Spieler des Spiels ausgezeichnet wurde, etablierte er sich fest im Nationalteam. Nach der Saison wechselte er in der County Championship zu Nottinghamshire.
Die Saison 2007/08 begann er bei einer ODI-Serie in Sri Lanka, bei dem ihm nach vier Spielen mit jeweils zwei Wickets im abschließenden ODI 3 Wickets für 36 Runs gelangen. Beim zweiten Spiel der dazugehörigen Test-Serie folgte dann sein Test-Debüt. Daraufhin reiste er nach Neuseeland weiter. Hier eröffnete er die ODI-Serie mit drei Wickets (3/32) und auf im dritten Test gelangen ihm 3 Wickets für 54 Runs. Der Sommer 2008 begann dann mit dem Gegenbesuch der neuseeländischen Mannschaft. Hier gelang ihm im dritten Test sein erstes internationales Fifty über 64 Runs. Dem folgte Südafrika, wo er dann zwei Fifties (76 und 67* Runs) in den ersten beiden Tests erzielte und im dritten drei Wickets (3/44) erreichte. In der ODI-Serie gelang ihm dann sein erstes Five-for (5/23), wofür er als Spieler des Spiels ausgezeichnet wurde.

### Twenty20-Weltmeister und Etablierung im Team
Im November reiste er nach Indien, wo er in den ODIs vier Wickets (4/55) erzielte. In den West Indies, wo das Team ab dem Februar 2009 verweilte, begann er die Test-Serie mit einem Fife-for (5/85). Im weiteren Verlauf der Serie gelangen ihm dann noch zwei Mal drei Wickets (3/69 und 3/67). Auch in der zugehörigen ODI-Serie folgten dann zwei Mal drei Wickets (3/41 und 3/62). Zurück in England trafen sie erneut auf die West indies und Broad konnte neben zwei Mal drei Wickets in den Tests (3/64 und 3/62) vier Wickets (4/46) in den ODIs erreichen. Es folgte der ICC World Twenty20 2009, bei dem er gegen Pakistan 3 Wickets für 17 Runs erzielte und so das überstehen der Vorrunde sicherte. Nach dem Turnier verblieb Australien für die Ashes Tour 2009 in England und Broad gelangen im vierten Test sechs Wickets (6/91). Jedoch verlor England das Spiel und so kam es zum Entscheidungsspiel im Oval. Dort konnte er mir fünf Wickets (5/37) den Sieg einleiten, wofür er als Spieler des Spiels ausgezeichnet wurde.
Die Saison 2009/10 begann dann mit der ICC Champions Trophy 2009 in Südafrika. Hier erzielte er jeweils drei Wickets gegen Sri Lanka (3/49) und den Gastgeber (3/67), bevor ihm vier Wickets gegen Neuseeland gelangen. Das Team verblieb in Südafrika für eine Tour und Broad hatte mit einer Schulterverletzung zu kämpfen. Die ODI-Serie begann er dann mit 4 Wickets für 71 Runs. In der Test-Serie gelangen ihm dann ein Mal vier (4/43) und ein Mal drei (3/83) Wickets. Im Mai 2010 gelangen ihm bei der ICC World Twenty20 2010 in allen drei Spielen der Super-8-Runde jeweils zwei Wickets. Im Halbfinale gegen Sri Lanka wurde er dann für 2 Wickets für 21 Runs als Spieler des Spiels ausgezeichnet. Im Finale setzte sich England dann gegen Australien durch und gewann die Weltmeisterschaft. In einer ODI-Serie gegen Australien im Sommer konnte er zwei Mal vier Wickets (4/44 und 4/64) erreichen und wurde dafür ein Mal ausgezeichnet. Gegen Pakistan konnte er dann im zweiten Test 4 Wickets für 38 Runs erreichen. Im vierten Test verlor England zahlreiche frühe Wickets und es war dann Broad, der sich an der Seite von Jonathan Trott als neunter Schlagmann etablieren konnte. Zusammen gelang ihnen eine Partnerschaft über 332 Runs, bevor Broad dann nach einem Century über 169 Runs aus 297 Bällen sein Wicket verlor und das Spiel drehte. Dafür wurde er als Spieler des Spiels ausgezeichnet. In der ODI-Serie gelang ihm dann noch ein Mal vier (4/81) und ein Mal drei (3/25) Wickets.

### Aufstieg zum Twenty20-Kapitän

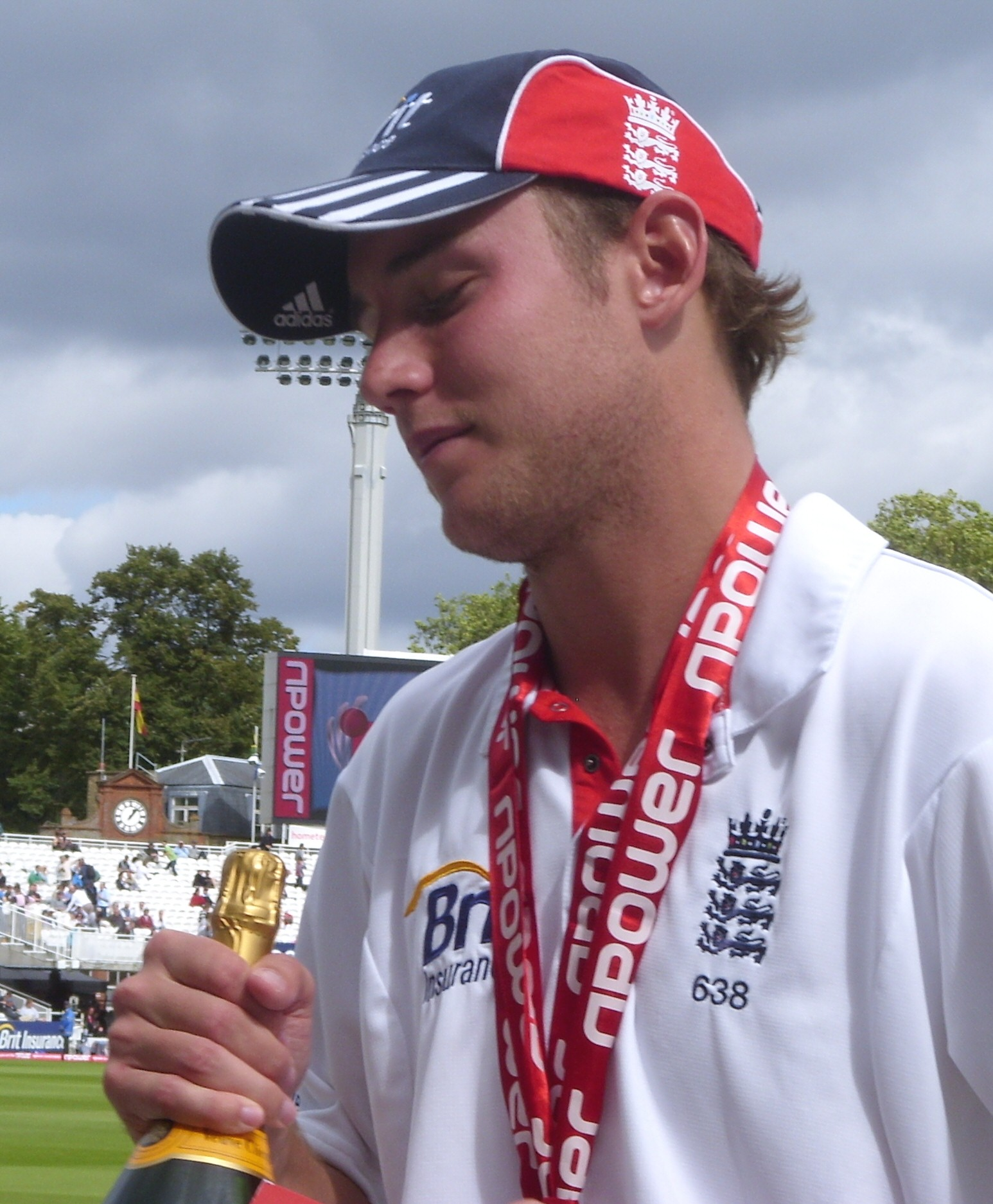
Broad nach Spieler des Spiels Auszeichnung gegen Pakistan (2010)

Bei der Ashes Tour 2010/11 riss er sich im zweiten Test einen Bauchmuskel und musste die Tour abbrechen. Seine Genesung schritt voran, so dass er für den Cricket World Cup 2011 wieder im Team stand. Dort konnte er jedoch nur drei Spiele, nachdem er nach 4 Wickets für 15 Runs gegen Südafrika auf Grund einer Muskelverletzung aus dem Turnier ausscheiden musste. Daraufhin verpasste er auch seinen Einsatz bei der Indian Premier League 2011, wo er von den Kings XI Punjab gedraftet war. Im Mai 2011 war er dann wieder für die Test-Serie gegen Sri Lanka im Team und ihm gelang ein Fifty über 54 Runs im zweiten Spiel. Im Twenty20 der Tour wurde er erstmals als Kapitän eingesetzt. Jedoch schwächelte er als Bowler während der Tour und erhielt eine Geldstrafe für offenes zeigen für Unstimmigkeiten gegenüber dem Umpire. Daraufhin folgte eine weitere Serie gegen Indien. Dort musste er um seinen Platz im Kader gegen Tim Bresnan kämpfen, wobei er sich durchsetzen konnte. Daraufhin erreichte er imm ersten Test sieben Wicket (4/37 und 3/57) und ein Fifty (74* Runs), womit den Sieg einleitete. Im zweiten Test folgten dann neben einem weiteren Fifty (64 Runs) 6 Wickets für 46 Runs im ersten innings, wofür er als Spieler des Spiels ausgezeichnet wurde. Nachdem er im dritten Test dann noch ein Mal vier Wickets (4/53) erreichte, wurde er als Spieler der Serie ausgezeichnet. Im Januar 2012 gelang ihm gegen Pakistan ein Fifty über 58* Runs und zwei Mal vier Wickets (4/47 und 4/36). In der ODI-Serie konnte er dann noch ein Mal 3 Wickets für 42 Runs erreichen. Die weitere Saison war von Verletzungen geprägt und er verpasste auf Grund einer Wadenverletzung erneut die Indian Premier League.
Der Sommer 2012 begann mit einer Zour gegen die West Indies, bei dem ihm insgesamt 11 Wickets (7/72 und 4/93) im ersten Test gelangen, wofür er als Spieler des Spiels ausgezeichnet wurde. Gegen Südafrika konnte er dann im zweiten Test insgesamt acht Wickets (3/96 und 5/69) erreichen. Daraufhin führte er das Team zum ICC World Twenty20 2012. Im letzten Spiel der Super-8-Runde erreichte er 3 Wickets für 32 Runs gegen Sri lanka, was jedoch nicht zum Sieg reichte, womit England aus dem Turnier ausschied. Nach einer Fersenverletzung die immer wieder aufbrach, konnte er nur bedingt bei der Tour in Indien eingesetzt werden. Im Februar konnte er dann wieder in Neuseeland eingesetzt werden. In den twenty20s gelangen ihm 3 Wickets für 32 Runs und 4 Wickets für 24 Runs, womit er half den Seriensieg zu sichern. In den Tests gelangen ihm drei Wickets (3/118) im ersten und sechs Wickets (6/51) im zweiten Test. Zurück in England kam Neuseeland zum Gegenbesuch und Broad gelangen im ersten Test 7 Wickets für 44 Runs, wofür er als Spieler des Spiels ausgezeichnet wurde.

### Konzentration auf Test-Cricket

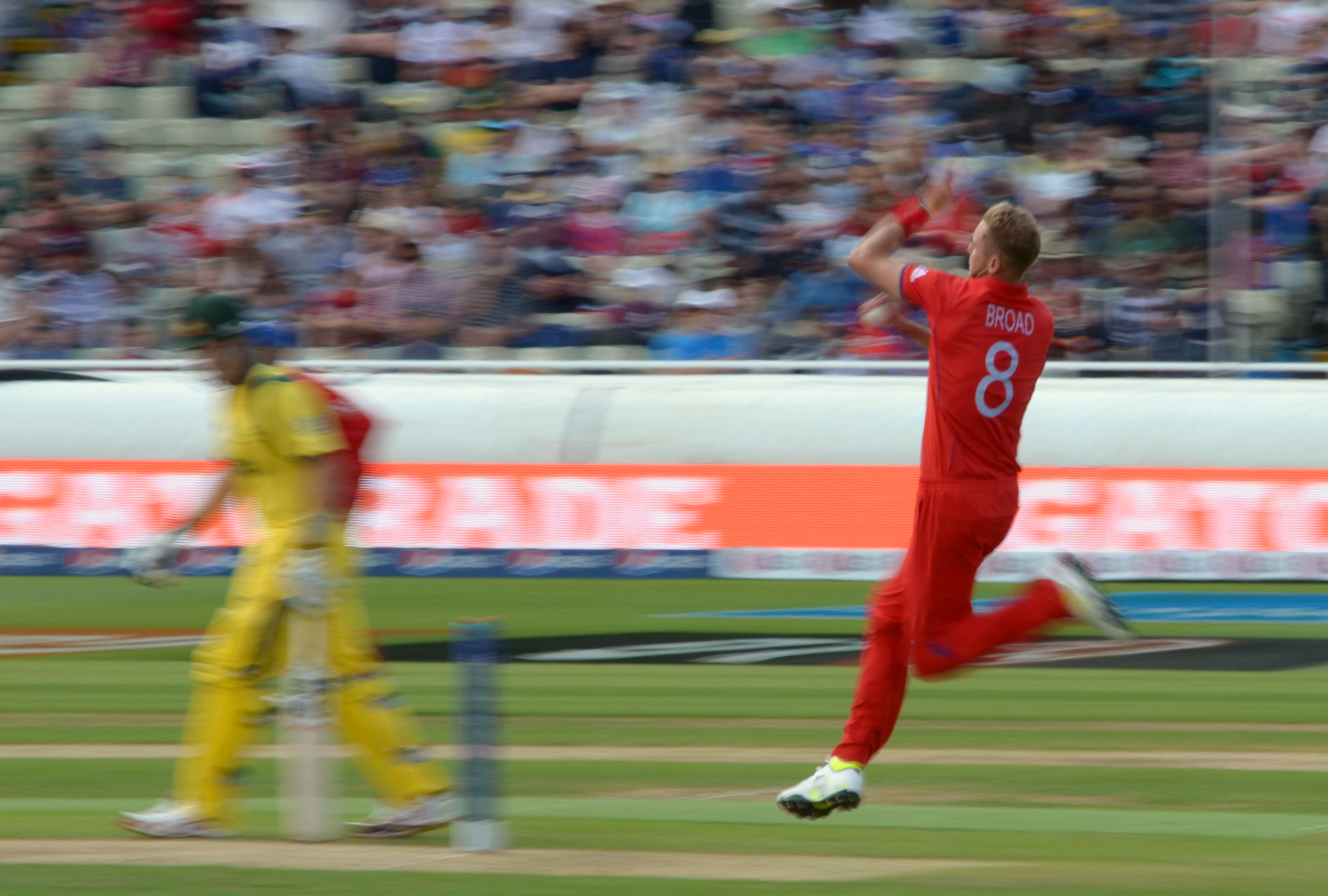
Broad beim Bowling bei der Champions Trophy (2013)

Bei der ICC Champions Trophy 2013 zeigte er seine beste Leistung im Halbfinale gegen Südafrika, als er 3 Wickets für 50 Runs erzielte. Damit konnte England das Finale erreichen, wo sie gegen Indien unterlagen. Bei der folgenden Ashes-Serie konnte er nach einem Fifty im ersten Spiel (65 Runs) im vierten Test mit insgesamt 11 Wickets (5/71 und 6/50) den entscheidenden Sieg zum Seriengewinn ermöglichen und wurde dafür als Spieler des Spiels ausgezeichnet. Im abschließenden Test folgten dann noch ein Mal 4 Wickets für 43 Runs. Die Saison 2013/14 war dann von der Ashes Tour 2013/14 in Australien geprägt. Hier begann er mit 6 Wickets für 81 Runs im ersten Test, bevor dann in den folgenden drei Spielen je ein Mal drei Wickets (3/98, 3/100, 3/45) folgten. In der ODI-Serie (3/31) und Twenty20-Serie konnte er dann nochmal jeweils ein Mal drei Wickets  erreichen. Bei der folgenden ODI-Serie in den West Indies war er dann bei allen drei Spielen Kapitän. Als solcher reiste er auch mit dem Twenty20-Team nach Bangladesch. Dort hatte die Mannschaft beim ICC World Twenty20 2014 einen schlechten Auftritt. Broad erreichte im  letzten Gruppenspiel gegen die Niederlande 3 wickets für 24 Runs, was jedoch nicht zum Sieg reichte. Auch schied England vorzeitig in der Super-10-Runde aus. Daraufhin wurde seine Position als Kapitän und sein Platz im Twenty20-Team generell in Frage gestellt und es sollte das letzte Spiel in diesem Format für ihn gewesen sein.
Im Sommer 2014 erreichte er in der Test-Serie gegen Sri Lanka zwei Mal drei Wickets. Gegen Indien erreichte er dann drei Wickets (3/66) im dritten Test, bevor er im vierten mit 6 Wickets für 25 Runs als Spieler des Spiels ausgezeichnet wurde, als er den Innings-Sieg ermöglichte. Nach der Tour unterzog er sich einer Knieoperation, woraufhin er mehrere Monate ausfiel. Für die Vorbereitung auf den Cricket World Cup 2015 war er dann wieder fit. Bei einem Drei-Nationen-Turnier in Australien erzielte er gegen den Gastgeber 3 Wickets für 55 Runs, hatte ansonsten jedoch eher schwache Leistungen gezeigt. Bei der Weltmeisterschaft selbst war seine beste Leistung 2 Wickets für 66 Runs im ersten Spiel gegen Australien, aber ansonsten blieb er glanzlos. Dies stellte seine Form generell in Frage, da es vor allem die Geschwindigkeit, mit der er bowlte, war, die nicht an die Erwartungen heranreichte. Darum wurde er in der Folge aus dem ODI-Team gestrichen.

### Broad und Anderson dominieren das englische Test-Bowling
Nach der Weltmeisterschaft reiste das englische Team in die West Indies, wo Broad im zweiten Test 4 Wickets für 61 Runs erzielte. Der Sommer begann dann mit dem Besuch der neuseeländischen Mannschaft. Im ersten Test gelangen ihm insgesamt sechs Wickets (3/77 und 3/50) und im zweiten ein Five-for (5/109). Bei den folgenden Ashes erzielte er in den ersten beiden Tests drei (3/39) und vier (4/83) Wickets, bevor er im vierten Spiel 8 Wickets für 15 Runs erzielte und als Spieler des Spiels ausgezeichnet wurde. Zu Beginn der Saison 2015/16 traf er auf Pakistan, wo ihm im dritten Test drei wickets (3/44) gelangen. Im Dezember reiste er dann weiter nach Südafrika, wo er vier Wickets (4/25) im ersten und 6 Wickets für 17 Runs im dritten Test erreichte, wofür er als Spieler des Spiels ausgezeichnet wurde und den Seriensieg ermöglichte. Dabei erreichte er erstmals den ersten Platz der Test-Bowler-Weltranliste des Weltverbandes. Auch wurde er noch ein Mal in den ODI-Kader berufen, doch, als er dort keinen Einfluss nehmen konnte, waren es die letzten Spiele in diesem Format für ihn.
Der Saison 2016 begann mit dem Aufeinandertreffen mit Sri Lanka, wo er in den ersten beiden Tests jeweils vier Wickets (4/21 und 4/40) gelangen. Daraufhin erhielt er bei den Queen’s Birthday Honours die Auszeichnung als MBE. Bei der folgenden Test-Serie gegen Pakistan gelangen ihm insgesamt sechs Wickets (3/71 und 3/38) im ersten Test und ein weiteres Mal drei Wickets (3/83) im dritten Spiel Nach einem Knöchelproblem musste er danach den Rest der Saison aussetzen. In der Saison 2016/17 begleiteten ihn die Fußprobleme. So waren 4 Wickets für 33 Runs im zweiten Test der Serie in Indien das einzige Mal, dass er herausragte. So war er erst wieder im Juli 2017 gegen Südafrika im Team. Im ersten Test gelang ihm dabei ein Fifty über 57* Runs und im zweiten (3/64) und vierten (3/46) Spiel jeweils drei Wickets. Ein weiteres Mal drei Wickets (3/34) gelang ihm dann beim ersten Test der nachfolgenden Tour gegen die West Indies. Bei den Ashes 2017/18 konnte er nach drei Wickets (3/49) im ersten Test vor allem im vierten Test mit einem Fifty (56 Runs) und vier Wickets (4/51) herausstechen. Dies schloss das Jahr ab und Broad hatte in diesem mit einem Average von 36,06 das insgesamt schlechteste Jahr nach 2010. Deshalb kam er unter Druck, ob er weiter neben James Anderson derjenige Bowler sein sollte, der Anrecht auf den neuen ball hat. In Neuseeland konnte er dann im ersten Test drei Wickets (3/78) und im zweiten Spiel sechs Wickets (6/54) erreichen.

### Zurück zur Weltspitze
Der Sommer 2018 begann mit einer Tour gegen Pakistan, wo ihm insgesamt sechs Wickets (3/38 und 3/28) im zweiten Test gelangen. Gegen Indien gelangen ihm danach im zweiten Test 4 Wickets für 44 Runs, bevor er in den weiteren Tests jeweils drei Wickets (3/72 und 3/63) erreichte. Von da an begann England eine Rotation für seine pace-Bolwer einzuführen, auch um die Karriere ihrer beiden Topspieler zu verlängern. In der Saison 2018/19 gelangen ihm daher nur in die West Indies drei Wickets (3/53). Im Sommer 2019 erzielte er dann im Test gegen Irland insgesamt sieben Wickets (3/60 und 4/19) und half damit den Test zu drehen. Daraufhin kam Australien nach England und Broad begann die Test-Serie mit einem Fife-for (5/65). In den weiteren Tests konnte er dann zwei Mal vier Wickets (4/65 und 4/62) und ein Mal drei Wickets (3/97) erreichen. Im November 2019 erreichte er dann 4 Wickets für 73 Runs im zweiten Test in Neuseeland. In der darauf folgenden Tour in Südafrika erzielte er ein Mal vier (4/58) und ein Mal drei (3/30) Wickets.
Nach der Pause auf Grund der COVID-19-Pandemie kamen die West Indies nach England. Im zweiten Test erreichte er zwei Mal drei Wickets (3/66 und 3/42) und im dritten insgesamt zehn (6/31 und 4/36) Wickets und ein Fifty (62 Runs). Für letzteres wurde er als Spieler des Spiels und insgesamt an der Seite von Roston Chase als Spieler der Serie. Auch erzielte er bei der Tour sein 500. Test-Wicket. In der darauf folgenden Tour gegen Pakistan konnte er mit zwei Mal drei Wickets (3/54 und 3/37) im ersten Test und vier Wickets (4/56) im zweiten test ebenfalls erfolgreich bestreiten. Für diese Leistung wurde er von der BBC als einer der  Sports Personality of the Year nominiert. Zu Beginn des Jahres 2021 gelangen ihm drei Wickets (3/20) in Sri Lanka. Nach einer für ihn enttäuschenden und Wicket-losen Tour in Indien konnte er im Sommer gegen Neuseeland im zweiten Test mit 4 Wickets für 48 Runs nur ein Mal herausstechen. Denn kurz darauf verletzte er sich an der Wade und musste abermals für mehrere Monate aussetzen.

### Karriereende auf höchstem Niveau
Bei der Ashes Tour 2021/22 wurde die Rotationspolitik des englischen Teams immer umstrittener. In den drei Tests, in denen er dann spielte, gelangen ihm im vierten Test der Serie fünf Wickets für 101 Runs und im fünften Spiel zwei Mal drei Wickets (3/59 und 3/51). Als daraufhin Broad und Anderson für die Tour in den West Indies aus dem Kader gestrichen wurden und das englische Team die Serie verlor, wurde Kapitän Joe Root durch Ben Stokes ersetzt. Daraufhin kamen die beiden zurück ins Team. Im Sommer 2022 gelangen ihm dann in den drei Tests gegen Neuseeland jeweils ein Mal drei Wickets (3/76, 3/70 und 3/62). Gegen Südafrika folgten dann in den ersten beiden Tests jeweils ein Mal drei Wickets (3/71 und 3/37), bevor er im dritten insgesamt sieben Wickets erreichte (4/41 und 3/39). Wegen der Geburt seines ersten Kindes setzt er dann bei der Serie in Pakistan zu Beginn der Saison 2022/23 aus. Im Februar war er dann in Neuseeland wieder im Team. Dort gelangen ihm dann zwei Mal vier Wickets (4/49 und 4/61).
Den Sommer 2023 begann er mit fünf Wickets für 51 Runs gegen Irland. Daraufhin folgte seine letzte Ashes-Serie. Im ersten Test konnte er zwei Mal drei Wickets (3/68 und 3/64) erreichen. Dies wurde gefolgt durch vier Wickets (4/65) im zweiten und drei Wickets (3/45) im dritten Test. Im vierten Test erreichte er dann sein 600. Test-Wicket. Am dritten Tag des letzten Tests kündigte er dann an, nach Abschluss der Serie zurückzutreten. Seine Karriere schloss er als Batter mit einem Six und als Bowler mit einem Wicket ab.

## Privates
Broad ist mit der The-Saturdays-Sängerin Mollie King verlobt und hat mit ihr ein Kind.